# Tadeusz Załuczkowski
Tadeusz Załuczkowski (ur. 13 marca 1901 w Sorokach, zm. 19 lutego 1952 w Gorzowie Wielkopolskim) – polski ksiądz katolicki, drugi administrator apostolski w Gorzowie Wielkopolskim.

## Życiorys
Pochodził z rodziny nauczycielskiej. Wstąpił do Seminarium Duchownego we Lwowie. Święcenia kapłańskie otrzymał 29 kwietnia 1924 z rąk biskupa Bolesława Twardowskiego. Został skierowany do trudnej, zbuntowanej parafii w Kaczanówce, gdzie posługiwał do wybuchu II wojny światowej, i gdzie zażegnał konflikt. Po wrześniu 1939 został proboszczem parafii św. Elżbiety we Lwowie. Pracował tam do czerwca 1946, kiedy to został repatriowany na Ziemie Odzyskane. Od 1 sierpnia 1946 pracował w parafii św. Rodziny w Szczecinie i pełnił obowiązki dziekana dekanatu szczecińskiego. Od 27 stycznia 1951 kierował Ordynariatem Gorzowskim na podstawie wyboru Rady Konsulatorów Administracji Gorzowskiej. Pismem z 11 maja 1951 erygował 132 parafie. 15 sierpnia 1951 wydał odezwę do duchowieństwa i wiernych w sprawie utrzymania kościołów i seminariów w diecezji. W lutym 1952 poważnie zachorował i wkrótce zmarł. 22 lutego 1952 kondukt żałobny poprowadzili biskupi Eugeniusz Baziak i Franciszek Jedwabski. Pogrzeb odbył się następnego dnia, a mszę odprawił biskup Jedwabski, jako delegat prymasa Stefana Wyszyńskiego. Kazanie wygłosił administrator opolski Emil Kobierzycki. Spoczął na gorzowskim Cmentarzu Świętokrzyskim. 4 lutego 2025 jego doczesne szczątki zostały przeniesione do katedry gorzowskiej.